# Hurdy Gurdy Man
«Hurdy Gurdy Man» — песня шотландского автора-исполнителя Донована. Она была записана в апреле 1968 года и в следующем месяце выпущена синглом. Она дала название студийному альбому The Hurdy Gurdy Man музыканта, который был выпущен в октябре того же года в США. Сингл добрался до пятой позиции хит-парада Billboard Hot 100 в США и четвёртой UK Singles Chart.
Донован написал «Hurdy Gurdy Man», находясь в Ришикеше в Индии, где он изучал трансцендентальную медитацию с The Beatles. Запись имеет более жёсткое роковое звучание, чем обычный материал Донована, с разнообразными искажёнными гитарами и агрессивными барабанами. В ней также присутствует индийское влияние за счёт использования тамбуры, подарка Доновану от Джорджа Харрисона, который также помогал писать текст. Существует предположение, на что одним из источников вдохновения могла быть психоделическая песня Small Faces 1967 года «Green Circles». Сходство — в мелодии нисходящего куплета, странной голосовой постановке и теме посещения просветлённого незнакомца. В 2012 году Донован рассказал, что подружился с Small Faces в 1965 году.

## История
Существуют определённые разногласия относительно музыкантов, принимавших участие в записи этой песни. Согласно буклету к двойному компакт-диску Донована 1992 года, Troubadour: The Definitive Collection 1964–1976, были задействованы гитаристы Алан Холдсуорт и Джимми Пейдж и барабанщики Джон Бонем и Клем Каттини (указан как «Клем Клатини»). Джон Пол Джонс играл на бас-гитаре в этом треке и принимал участие в аранжировке. В мае 2005 года он же сообщил следующий состав участников: Алан Паркер выполнил партии на электрогитаре, Донован — партии акустической гитары, а Клем Каттини — ударных. С его слов другие исполнители не привлекались. В автобиографии Донована он упоминает Каттини (указан как «Катини») и Бонэма в качестве барабанщиков. В интервью 2013 года он благодарит Каттини за исполнение партии ударных, но уже не был уверен, принимал ли участие в записи Бонэм. Также он упомянул, что они с Джонсом пришли к выводу, что Алан Холдсуорт тоже внёс свой вклад.
На сайте Джимми Пейджа «Hurdy Gurdy Man» указан в списке сессионных записей, в которых он играл. Звукоинженер Эдди Крамер также упоминал Джимми Пейджа, игравшего в треке, но говорил, что Джон Бонэм этого не делал. В документальном фильме Ханнеса Россахера 2008 года Sunshine Superman: The Journey of Donovan Донован сказал, что Пейдж был гитаристом; он также утверждал, что эта песня положила начало звучанию кельтского рока, что вскоре после её записи привело к тому, что Пейдж, Джонс и Бонэм сформировали Led Zeppelin. В автобиографии Донована он назвал Пейджа и Алана Холдсуорта «гитарными волшебниками» этой композиции. Однако он также говорил, что Холдсуорт тогда играл с Blue Mink, группой, в которой играл Алан Паркер. Кроме этого в своей книге Донован сделал предположение, что эта сессия вдохновила на создание Led Zeppelin.
Четырехструнная тамбура, на которой Донован играл в этом треке, была подарена ему в Индии Джорджем Харрисоном, который также помог написать текст самой композиции. В своей автобиографии исполнитель вспоминал, что начал писать «Hurdy Gurdy Man» на тамбуре после того, как Харрисон рассказал ему о гаммах ситара, которым он научился у Рави Шанкара. Кроме того, он же считал, что с помощью гула тамбуры он создал келтик-рок.
Сессия была спродюсирована Микки Мостом, звукорежиссёром выступил Эдди Крамер. Донован изначально надеялся, что Джими Хендрикс будет играть в песне, но он был недоступен в тот момент времени.

## Текст и музыка
В тексте «Hurdy Gurdy Man» рассказывается история безымянного рассказчика, которого во сне посещают «человек с шарманкой» и его близкий соратник, «коротышка», которые «поют песни любви». Она взывает к «историям прошлых веков» с «отбрасываемыми мрачными тенями» и «плачем человечества» через «всю вечность», и делается вывод, что «именно тогда приходит человек с шарманкой, поющий песни любви». Осенью 1968 года автор описывал сущность трека следующим образом: «Это история мира. Всякий раз, когда наступают плохие времена и мы сталкиваемся с каким-то ужасным кризисом, приходит кто-то вроде «Человека с шарманкой», чтобы заставить людей забыть о своих проблемах и стать счастливыми. Это могут быть The Beatles или Махариши. Таким образом мы верим, что движемся к эпохе процветания».

### Дополнительный куплет
В своем концертном альбоме 1990 года The Classics Live и в своей автобиографии Донован сообщал, что существует также дополнительный куплет, написанный Джорджем Харрисоном, который не был включен в радиосингл.
When the truth gets buried deep
Beneath the thousand years asleep
Time demands a turnaround
And once again the truth is found
Исполняя «Hurdy Gurdy Man» на концерте, Донован часто рассказывает своей аудитории историю о том, как появился этот финальный куплет. Он сыграл песню для Харрисона, когда они были вместе в Ришикеше, и Харрисон предложил написать куплет для неё, который он записал. Поскольку продолжительность звучания должна была быть меньше трёхминутного максимума, обычно разрешенного для синглов в то время, продюсеру пришлось выбирать между дополнительным куплетом и гитарным соло, и в итоге он оставил только соло.

## Восприятие
В своей рецензии от 15 июня 1968 года американский еженедельник Billboard описал запись как «отличную, заразительную, ритмичную композицию». Cash Box увидел в треке новый этап развития музыканта и сообщил, что «его текст несёт в себе абстрактное послание о любви и игре слов, при этом музыкальное сопровождение сместилось от небольшого джазового комбо в стиле „Wear Your Love Like Heaven“ и „Jennifer Juniper“ к лёгкой смеси фолка, электро-рока и ситара». Record World вынес обзор сингла на собственную обложку, где традиционно рассматривались лучшие релизы недели, отметив, что «пронзительный голос Донована в „Hurdy Gurdy Man“ абсолютно гипнотический, жутковатый, словно магический». Ретроспективные оценки были столь же высоки. Ричи Унтербергер из AllMusic назвал песню самым хард-роковым хитом шотландского исполнителя, хотя в её основе был мистический фолк-рок, а её мелодию — одной из самых заманчивых в его творчестве.

## Места в хит-парадах
Еженедельные чарты:
| Хит-парад (1968)                 | Высшая позиция | Пребывание в чарте |
| -------------------------------- | -------------- | ------------------ |
| Австрия (Ö3 Austria Top 40)      | 20             | 4 недели           |
| Бельгия/Валлония (Ultratop 50)   | 10             | 18 недель          |
| Бельгия/Фландрия (Ultratop 50)   | 12             | 7 недель           |
| Великобритания (UK Albums Chart) | 4              | 10 недель          |
| Нидерланды (Single Top 100)      | 7              | 5 недель           |
| США (Billboard Hot 100)          | 5              | 12 недель          |
| ФРГ (Offizielle Top 100)         | 11             | 6 недель           |
| Швейцария (Schweizer Hitparade)  | 5              | 5 недель           |